# Carl Kundmann

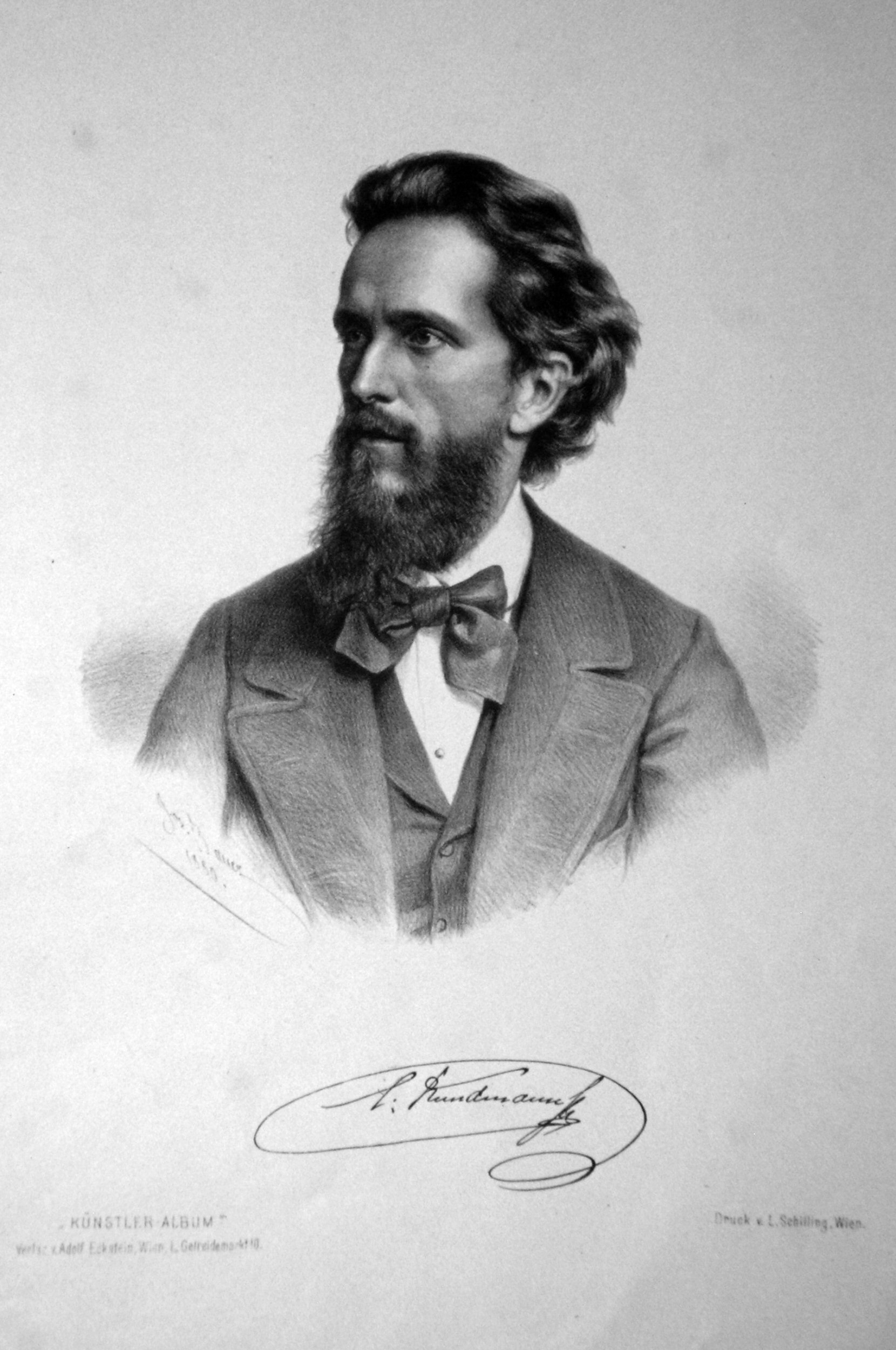
Carl Kundmann, Lithographie von Josef Bauer, 1880

Carl Kundmann (* 15. Juni 1838 in Wien; † 9. Juni 1919 ebenda) war ein österreichischer Bildhauer und Medailleur. Er gilt als einer der Hauptmeister der Ringstraßenepoche, wo er zahlreiche Dekorationsarbeiten übernahm.

## Leben und Werk
Kundmann studierte an der Wiener Akademie der bildenden Künste und war Schüler von Franz Bauer und im Atelier Josef Cesars. Nach sechs Jahren ging Kundmann zu Ernst Julius Hähnel nach Dresden, der ihn stilistisch beeinflusste. Von 1865 bis 1867 lebte er während eines Studienaufenthaltes in Rom, wo er auch an den Entwürfen für das Schubert-Denkmal im Wiener Stadtpark arbeitete. Auftraggeber war der Wiener Männergesang-Verein, dessen Mitglieder 1862 beschlossen hatten dem Komponisten ein Denkmal zu errichten. 1864 fiel die Entscheidung, dass es im Stadtpark stehen sollte, nach den Vorstellungen des Gesangsvereines auf dem, später auf Grund der dort aufgestellten Büste des Wiener Bürgermeisters Andreas Zelinka als Zelinkahügel bekannten, einzigen erhöhten Punkt des Parks. Der künstlerische Beirat des Stadterweiterungskomitees entschied jedoch, dass ein nicht so hervorgehobener, „intimerer“ Ort geeigneter wäre. Der Grundstein wurde 1868, in Gegenwart Bürgermeister Zelinkas und einiger Verwandter Schuberts, gelegt. Das Denkmal des Komponisten, der sitzend, mit einem Notenheft im Schoß und einem Bleistift in der Rechten dargestellt wird, wurde zwischen Bäumen im Rasen errichtet. Drei Reliefs am von Theophil Hansen gestalteten Sockel stellen in Allegorien rechts die Vokalmusik, links die Instrumentalmusik und an der Vorderseite die Phantasie dar. Die Inschrift lautet: Franz Schubert. Seinem Andenken, der Wiener Männergesangsverein. Das am 15. Mai 1872 enthüllte Werk war ein solcher Erfolg, dass Kundmann daraufhin als Professor an die Allgemeine Bildhauerschule der Akademie der bildenden Künste in Wien berufen wurde, wo er bis 1909 unterrichtete.
Zu Kundmanns Frühwerk zählen auch die vier lebensgroßen Porträtstatuen aus weißem Carraramarmor, die er für die Feldherrenhalle des 1856 fertiggestellten k.u.k. Waffenmuseum (heute Heeresgeschichtliches Museum) anfertigte. Es handelt sich hierbei um Darstellungen von Markgraf Leopold I., König Rudolf I., Charles Bonaventure de Longueval, Comte de Bucquoy und Prinz Eugen von Savoyen. Den Auftrag dazu erhielt er von der Mutter Kaiser Franz Josephs, Erzherzogin Sophie.
1872 nahm Kundmann am Wettbewerb für das Denkmal der Erzherzogin Maria Theresia am Platz zwischen dem Naturhistorischen und dem Kunsthistorischen Museum teil, das jedoch von Kaspar von Zumbusch ausgeführt wurde. Kundmann erhielt Aufträge für eine Reihe von Skulpturen an den beiden Museen. Weiters schuf er unter anderem das Grillparzerdenkmal im Volksgarten, Bauplastiken für das Wiener Rathaus, die Neue Hofburg, die Arkaden der Universität Wien und mehrere Grabdenkmäler. Sein Atelier befand sich am Landstraßer Gürtel Nr. 3.
Als Kundmanns Hauptwerke gelten der monumentale Athene-Brunnen vor dem Parlamentsgebäude und das Denkmal des Admirals der österreich-ungarischen Kriegsmarine Wilhelm von Tegetthoff am Praterstern.
Der Wettbewerb zum Tegetthoff-Denkmal, das ursprünglich vor der Votivkirche aufgestellt werden sollte, wurde 1872 ausgeschrieben. Daran beteiligten sich insgesamt 24 Bildhauer, von denen der in Rom tätige Schweizer Ferdinand Schlöth mit seinem Entwurf als Sieger hervorging. Carl Kundmann konnte keinen Entwurf einreichen, da er als Vertreter der Wiener Akademie selbst der Jury angehörte. Er intrigierte aber so lange gegen den Sieger, bis man auch bei ihm einen Entwurf bestellte, der letztlich zur Ausführung bestimmt wurde. Nach Diskussionen fand das Tegetthoff-Denkmal schließlich seinen Platz am Praterstern, wo es am 21. September 1886 enthüllt wurde.

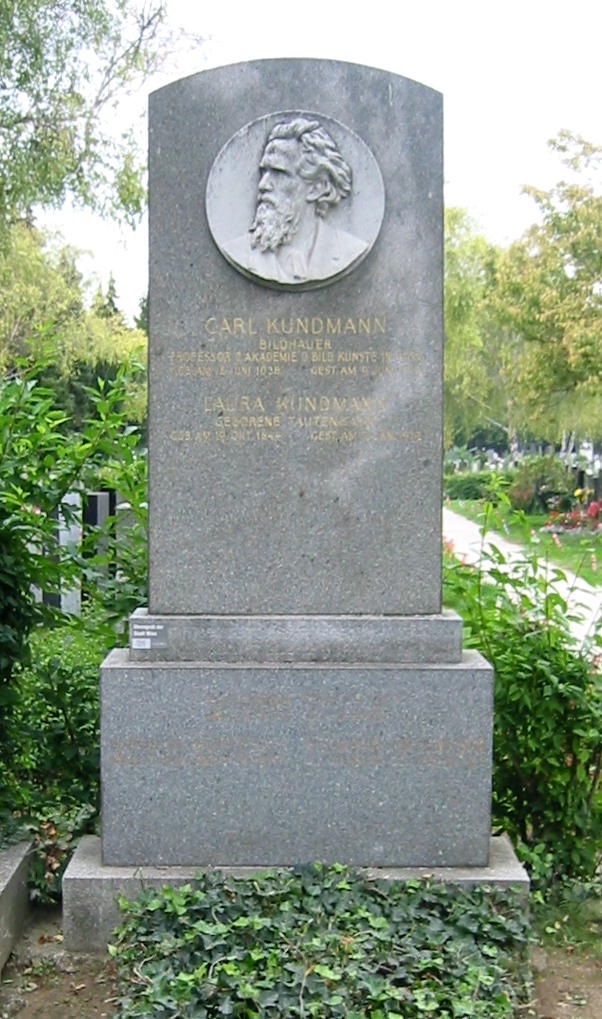
Ehrengrab von Carl Kundmann auf dem Wiener Zentralfriedhof.

Kundmanns ehrenhalber gewidmetes Grab befindet sich auf dem Wiener Zentralfriedhof (10-1-56).
Wenige Wochen nach dem Tod des Künstlers wurde die Kundmanngasse im 3. Bezirk Landstraße nach ihm benannt.
Zu seinen Schülern zählten u. a. die Bildhauer Alfonso Canciani aus dem österreichisch-ungarischen Friaul, der Wiener Franz Haag, der Niederösterreicher Heinrich Fuss und der Thüringer Christian Behrens.

## Werke (Auswahl)
- Attikafigur Nr. 4 des Aristoteles, Europa, Amerika und Australien zu beiden Seiten des Haupteingangs des Naturhistorischen Museums Wien
- 1867: Statue des Kaisers Rudolf I., Feldherrenhalle des Heeresgeschichtlichen Museums im Wiener Arsenal.
- 1868–1872: Schubert-Denkmal im Wiener Stadtpark.
- 1868: Statue des Markgrafen Leopold I., Feldherrenhalle des Heeresgeschichtlichen Museums im Wiener Arsenal.
- 1869: Statue des Prinzen Eugen von Savoyen, Feldherrenhalle des Heeresgeschichtlichen Museums im Wiener Arsenal.
- 1873: Statue des Charles Bonaventure de Longueval, Comte de Bucquoy, Feldherrenhalle des Heeresgeschichtlichen Museums im Wiener Arsenal.
- um 1875: Attikafigur auf dem Burgtheater: Apollon mit Harfe.
- 1877: Tegetthoffdenkmal in Pola, seit 1935 in Graz.
- 1877: Wettbewerb um das Grillparzerdenkmal im Wiener Volksgarten: Kundmann schuf die Figur des Dichters, Rudolf Weyr das Relief mit den Dramen. Das Denkmal wurde erst 1889 enthüllt.
- 1878–1880: Mitarbeit an Kaspar von Zumbuschs Beethoven-Denkmal in Wien.
- 1879: Denkmal für Karl Prokop Reitenberger in Marienbad.
- 1886: Tegetthoff-Denkmal am Praterstern in Wien.
- 1889: Bildnisbüste Kaiser Franz Joseph I., Marmor, 88 × 62 × 42 cm, Heeresgeschichtliches Museum Wien.
- 1898–1902 Pallas-Athene-Brunnen vor dem Parlamentsgebäude in Wien. Diese riesige Skulptur wurde zum Symbol des Gebäudes.
- 1907: Statuette Kaiser Franz Joseph I., grüner Marmor, 20 × 20 × 69 cm, Heeresgeschichtliches Museum Wien.

## Galerie

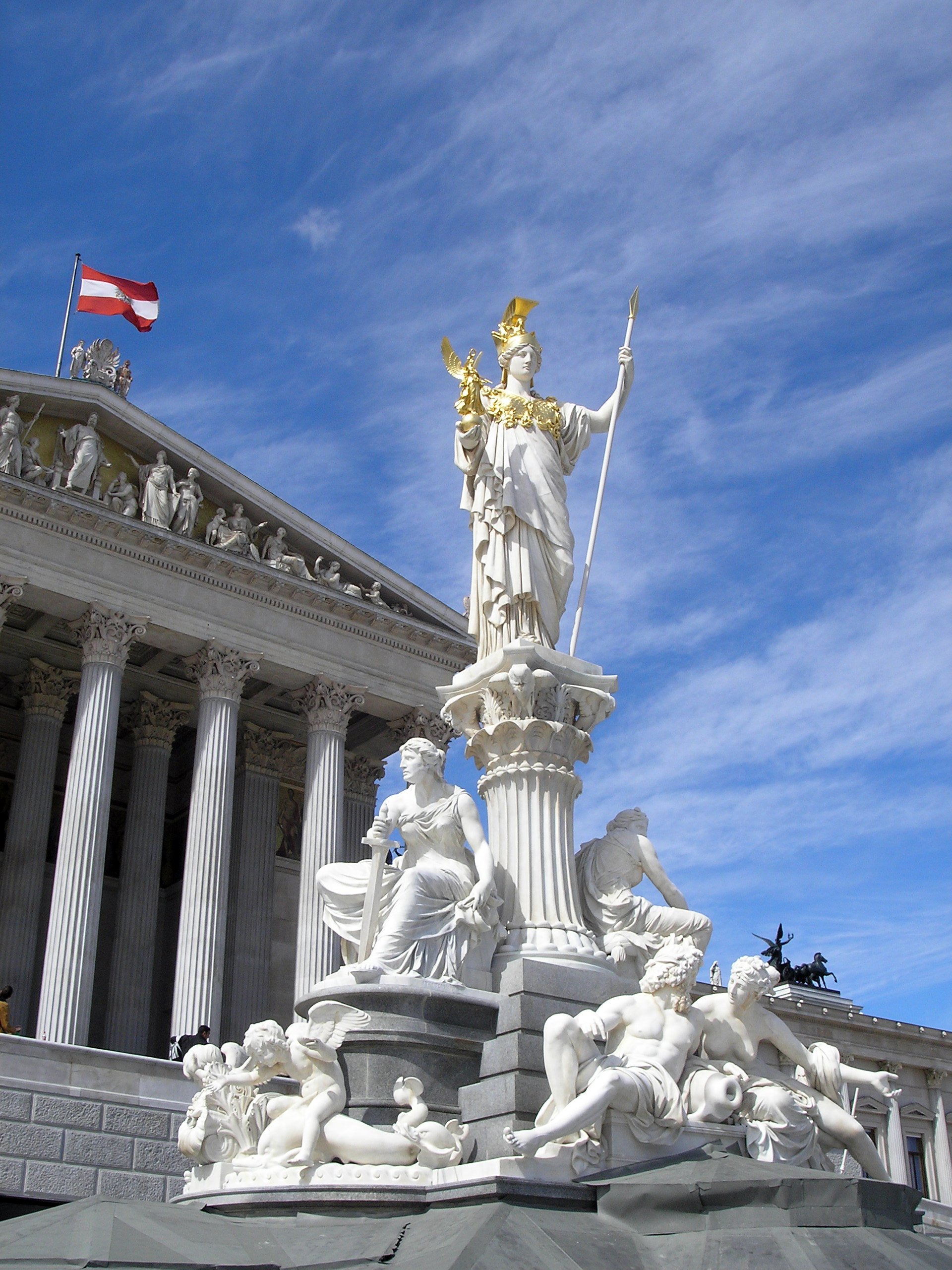
Athene-Brunnen
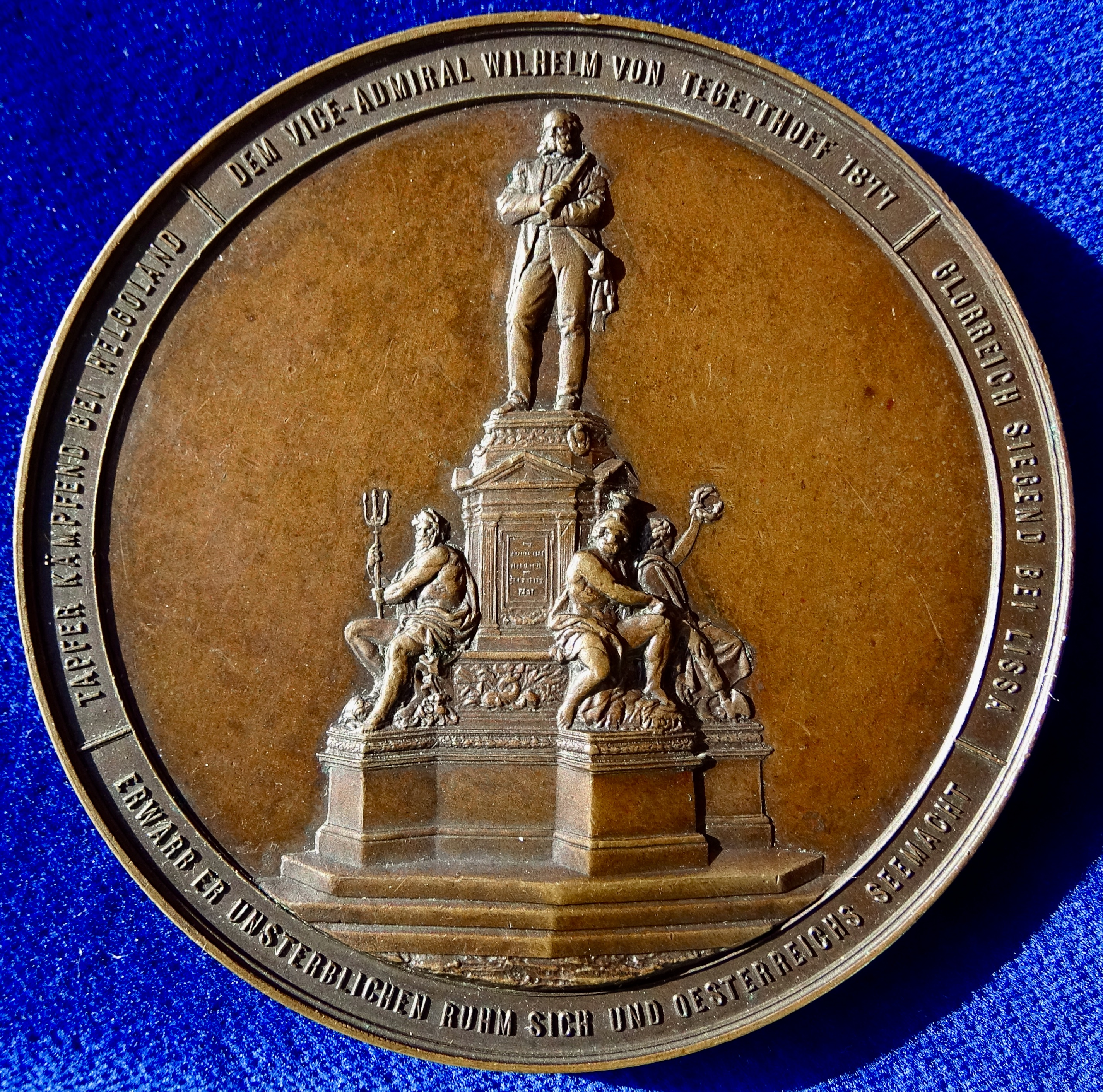
Tegetthoffdenkmal in Pola 1877 auf einer Medaille von Tautenhayn
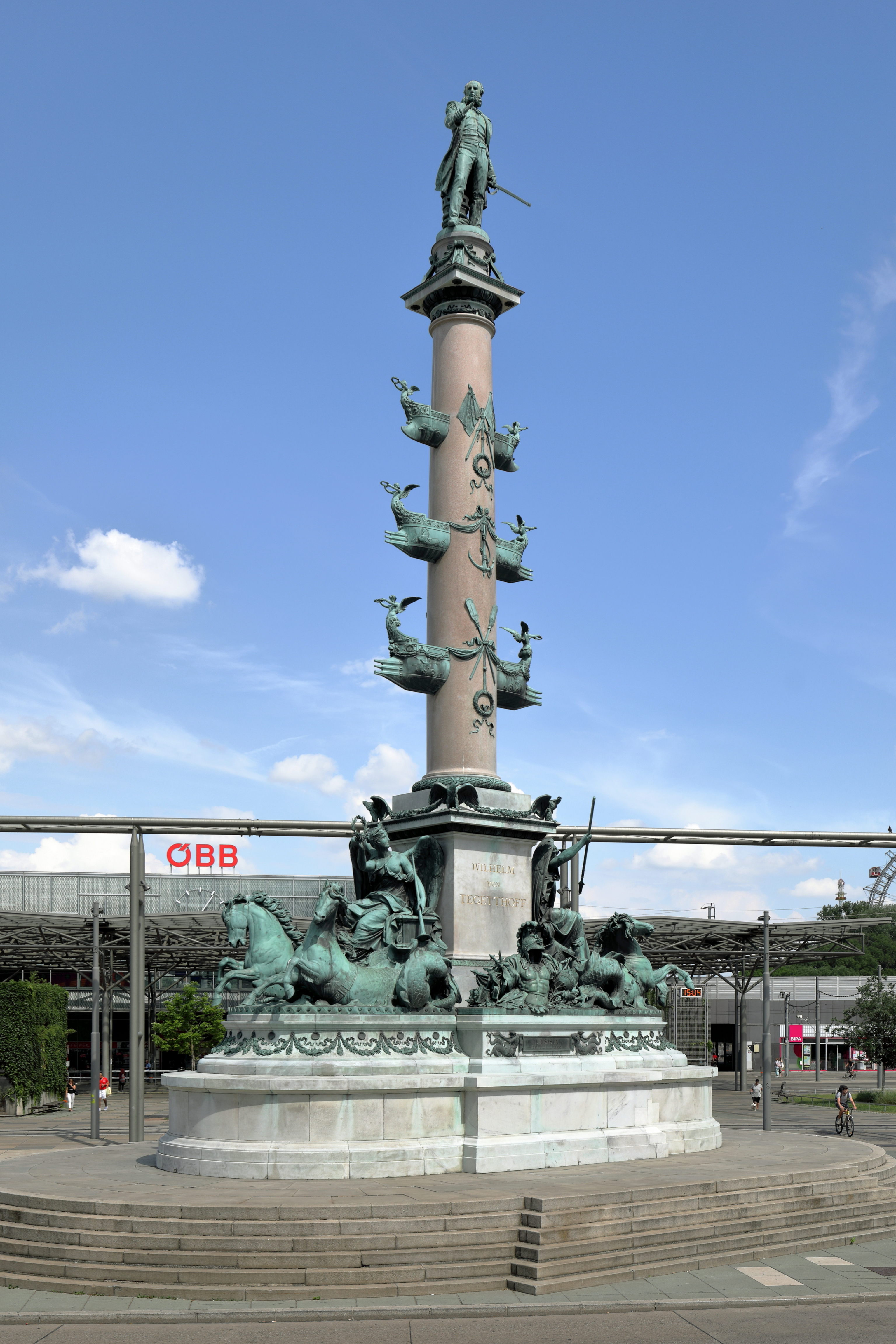
Tegetthoff-Denkmal
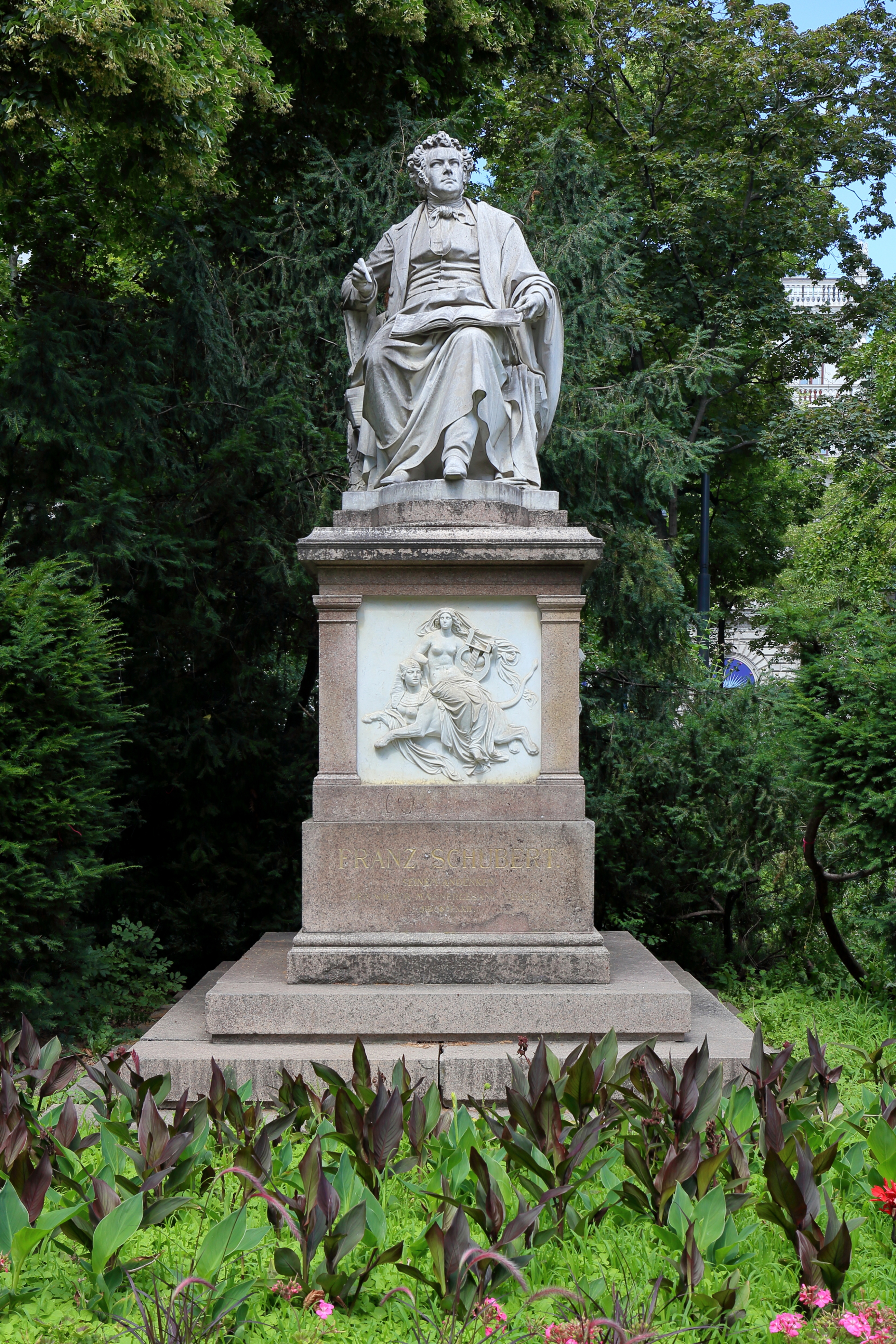
Schubert-Denkmal
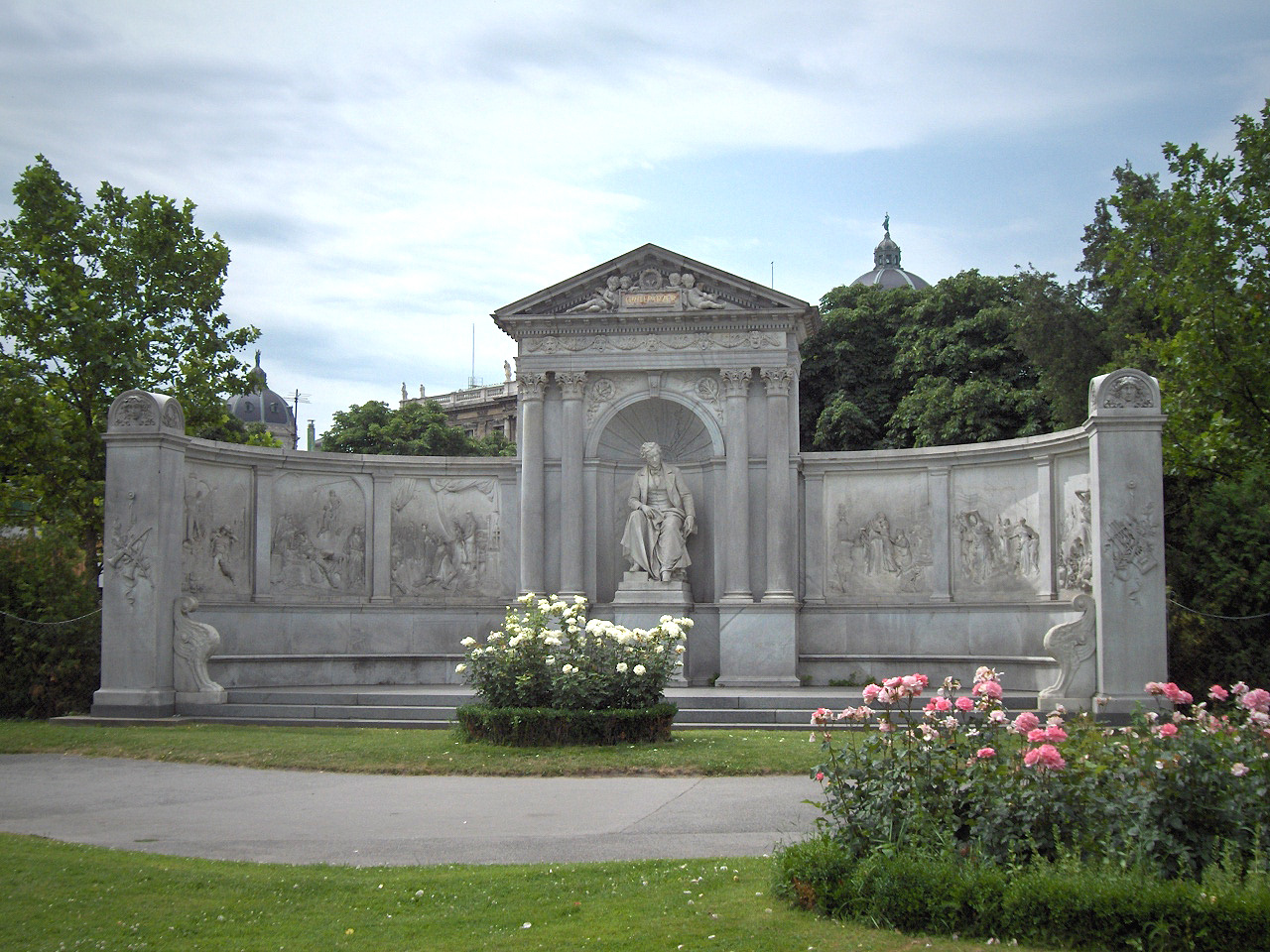
Grillparzerdenkmal
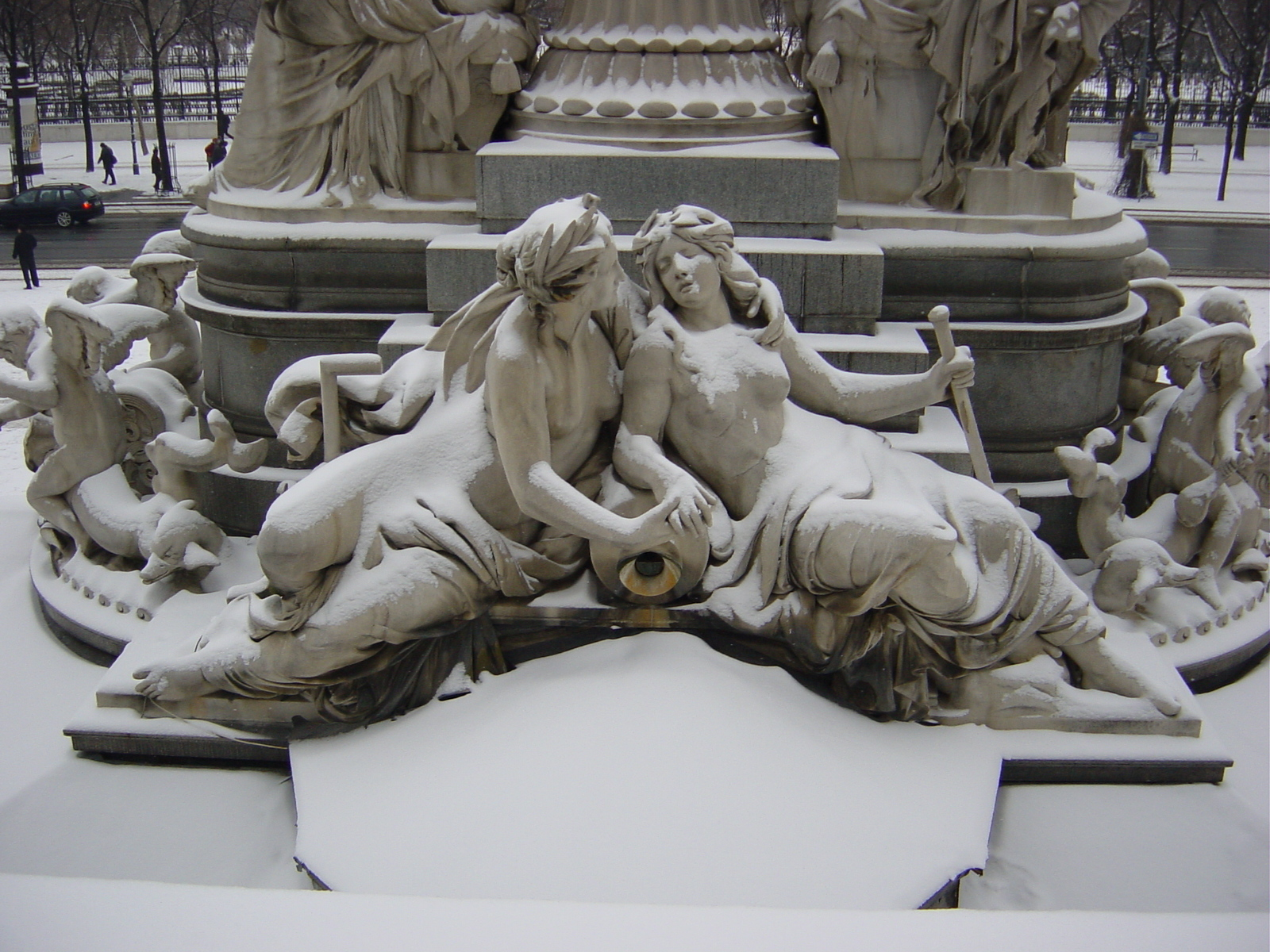
Athene-Brunnen, Detail
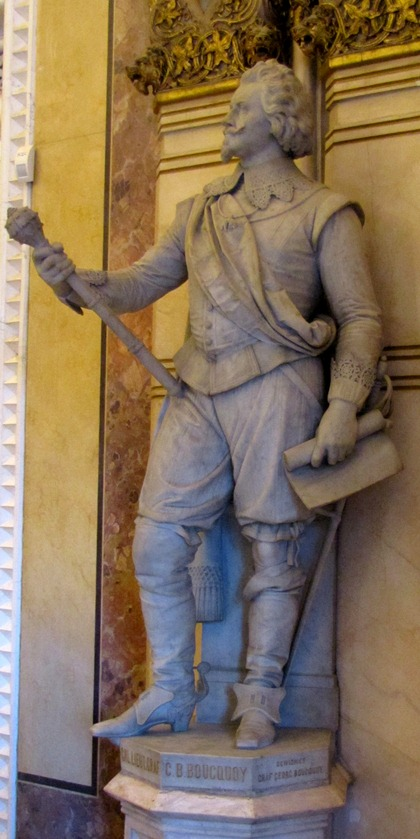
Statue des Comte de Bucquoy im HGM